# Valery Khitrov
Valery Khitrov (em russo:  Валерий Хитров; nascido em 16 de abril de 1941) é um ex-ciclista soviético. Competiu pela União Soviética nos Jogos Olímpicos de Tóquio 1964 na prova de velocidade.